# Grigorij Paniczkin
Grigorij Dmitrijewicz Paniczkin (ros. Григорий Дмитриевич Паничкин, ur. 5 listopada 1929 we wsi Karaułowo w obwodzie riazańskim) – radziecki lekkoatleta, chodziarz, medalista mistrzostw Europy z 1962, rekordzista świata.
Zdobył srebrny medal w chodzie na 50 kilometrów na mistrzostwach Europy w 1962 w Belgradzie, przegrywając jedynie z Włochem Abdonem Pamichem.
Zdobył brązowy medal w chodzie na 20 kilometrów na Światowym Festiwalu Młodzieży i Studentów w 1957 w Moskwie.
Ustanowił następujące rekordy świata:
| Konkurencja           | Data i miejsce          | Wynik     |
| --------------------- | ----------------------- | --------- |
| chód na 10 000 metrów | 9 maja 1958, Stalinabad | 42:18,4   |
| chód na 20 000 metrów | 9 maja 1958, Stalinabad | 1:27:38,6 |
| chód na 10 000 metrów | 10 czerwca 1958, Ryga   | 42:10,4   |

Był wicemistrzem ZSRR w 1961 oraz brązowym medalistą w 1959 i 1960 w chodzie na 20 kilometrów, a także wicemistrzem w 1962 i brązowym medalistą w 1961 w chodzie na 50 kilometrów.